# 圣旺洛莫讷
圣旺洛莫讷（法語：Saint-Ouen-l'Aumône，法語發音：[sɛ̃.t‿wɛ̃ lomon] ⓘ）是法国法蘭西島大區瓦兹河谷省的一个市镇，属于蓬图瓦兹区。

## 地理
圣旺洛莫讷（49°2'39"N, 2°6'37"E）面积12.21 平方千米，位于法国法蘭西島大區瓦兹河谷省，该省份为法国北部内陆省份，北起瓦兹省，西接厄尔省，南至塞纳-圣但尼省、上塞纳省和伊夫林省，东临塞纳-马恩省。
与圣旺洛莫讷接壤的市镇（或旧市镇、城区）包括：瓦兹河畔欧韦尔、埃拉尼、塞纳河畔埃尔布莱、瓦兹河畔梅里、皮埃尔莱、蓬图瓦兹。

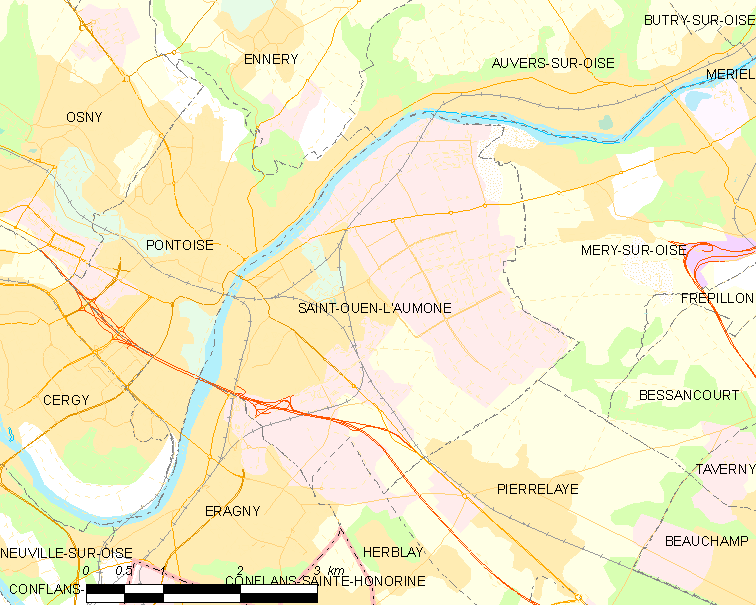
圣旺洛莫讷的OSM定位图

圣旺洛莫讷的时区为UTC+01:00、UTC+02:00（夏令时）。

## 行政
圣旺洛莫讷的邮政编码为95310，INSEE市镇编码为95572。

## 政治
圣旺洛莫讷所属的省级选区为圣旺洛莫讷县。

## 人口

1962-2008年间圣旺洛莫讷人口变化图示

圣旺洛莫讷于2022年1月1日时的人口数量为25614人。